# Amor de mis amores (telenovela)
Amor de mis amores, es una telenovela colombiana producida por Fox Telecolombia para RCN Televisión en 2004. La telenovela es protagonizada por Adanely Núñez y Agmeth Escaf y con las participaciones antagónicas de Xilena Aycardi y José Narváez.

## Sinopsis
Lucía Garzón sufre un duro golpe cuando su novio muere en un terrible accidente, es en ese momento cuando decide junto con su familia emprender un viaje a la capital y así buscar nuevas oportunidades y nuevas ilusiones que ahora cree perdidas. Por mediación de Berta, la hermana del sacerdote sus hermanas Juana María y Mariana encuentran rápidamente trabajo, y aunque Lucía está preparada para trabajar como secretaria, se pone a trabajar vendiendo puerta a puerta diversos productos en una importante empresa, en la que trabaja el exitoso ejecutivo Nicolás Santoyo, quien se va fijando que cada día Lucía tiene más clientes y es una estupenda vendedora, es entonces cuando la ofrece tomar parte del equipo de ventas de la organización, poco a poco él ira sintiendo una profunda ternura por ella y un cariño muy especial, cosa que a Andrea su actual novia la hará montar en cólera y sacar lo peor de ella misma, tramando la forma de hacer a un lado a la dulce Lucía. Al darse cuenta Lucía, se apartará de Nicolás, pues no quiere ocasionarle ninguna molestia con su actual novia, pero él habrá desaparecido misteriosamente sin dejar rastro. Lorenzo Sanmiguel, otro ejecutivo de la empresa que conoció junto a Nicolás, aprovechará la ocasión para brindar a Lucía trabajo y cariño, enfrentándose así Lucía al recuerdo de Nicolás. Será cuando la secretaria de Nicolás, le facilite las pistas hacía Nicolás, pues este se encuentra en prisión por las tramas de sus hermanos, empezará un largo camino de injusticias y mucho amor para salvar a Nicolás.

## Elenco
- Adanely Núñez - Lucía Garzón
- Agmeth Escaf - Nicolás Santoyo
- Xilena Aycardi - Andrea Villamarín
- José Narváez - Esteban Santoyo
- Pedro Mogollón - Humberto Garzón
- Florina Lemaitre - María Eugenia Urbina
- Luis Fernando Salas - Lorenzo Sanmiguel
- Patricia Grisales- María del Carmen Correa
- Astrid Junguito - Gertrudis Aponte
- Erika Casallas - Juana María
- Marilyn Patiño - Mónica
- Sandra Guzmán - Estela
- Claude Pimont - Abraham Santoyo
- Andrea Nieto - Osfari
- Martha Silva - Gloria
- Liz Fransheska Blanco - Guardiana
- Rosemary Cárdenas - Mariana Garzón
- María Fernanda Martínez - Marlén
- Luis Alfredo Velasco - Federico Restrepo
- Alberto Palacio
- Paola Muñoz
- Edna Márquez
- Bibiana Corrales
- Freddy Flórez - Fausto
- Victoria Góngora
- Liliana Lozano
- Adriana López
- Rebeca López
- Andrés Martínez - Luis
- María Elvira Morales
- Santiago Soto
- Horacio Tavera - Abelardo
- Rafael Uribe
- José Luis Paniagua - Antonio, esposo de Osfari
- Sebastián Rendón
- Gabriel Restrepo
- Juan Pablo Rueda
- Víctor Hugo Suárez - comandante villegas
- Andrés Castañeda -  agente mendoza